# AEG Dr.I
AEG Dr.I – prototyp niemieckiego jednoosobowego samolotu myśliwskiego z okresu I wojny światowej.
Konstrukcję oparto na testowanym wcześniej trzecim prototypie samolotu AEG D.I (wobec trzeciego prototypu D.I stosowane jest czasem określenie AEG D.III), przy czym główna modyfikacja polegała na zamianie układu dwupłatowego na trójpłatowy. Dzięki niej samolot zyskał na zwrotności, lecz nie wzrosły zgodnie z oczekiwaniami jego osiągi. Wobec tego z dalszych prac nad tą konstrukcją zrezygnowano.